# Lilium humboldtii
Lilium humboldtii är en liljeväxtart som beskrevs av Benedict Roezl, Maximilian Leichtlin och Pierre Étienne Simon Duchartre. Lilium humboldtii ingår i släktet liljor, och familjen liljeväxter.

## Underarter
Arten delas in i följande underarter:
- L. h. humboldtii
- L. h. ocellatum

## Bildgalleri

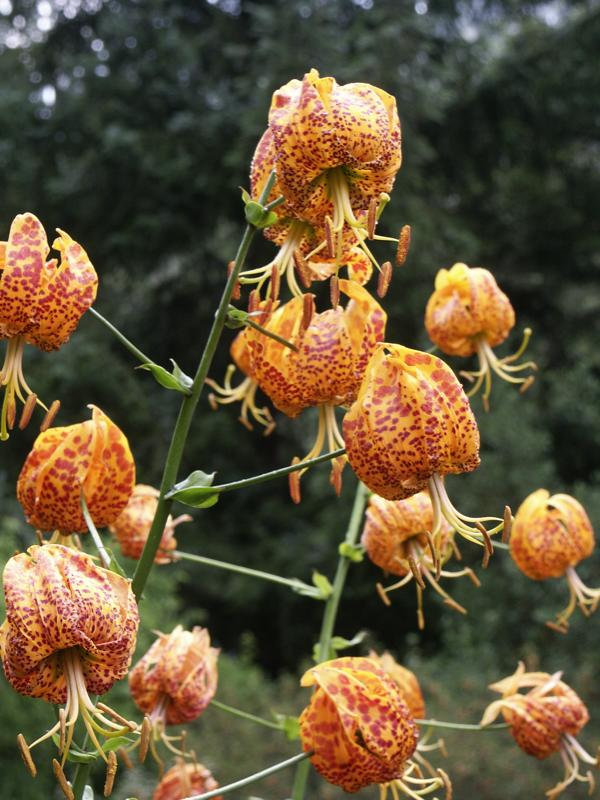
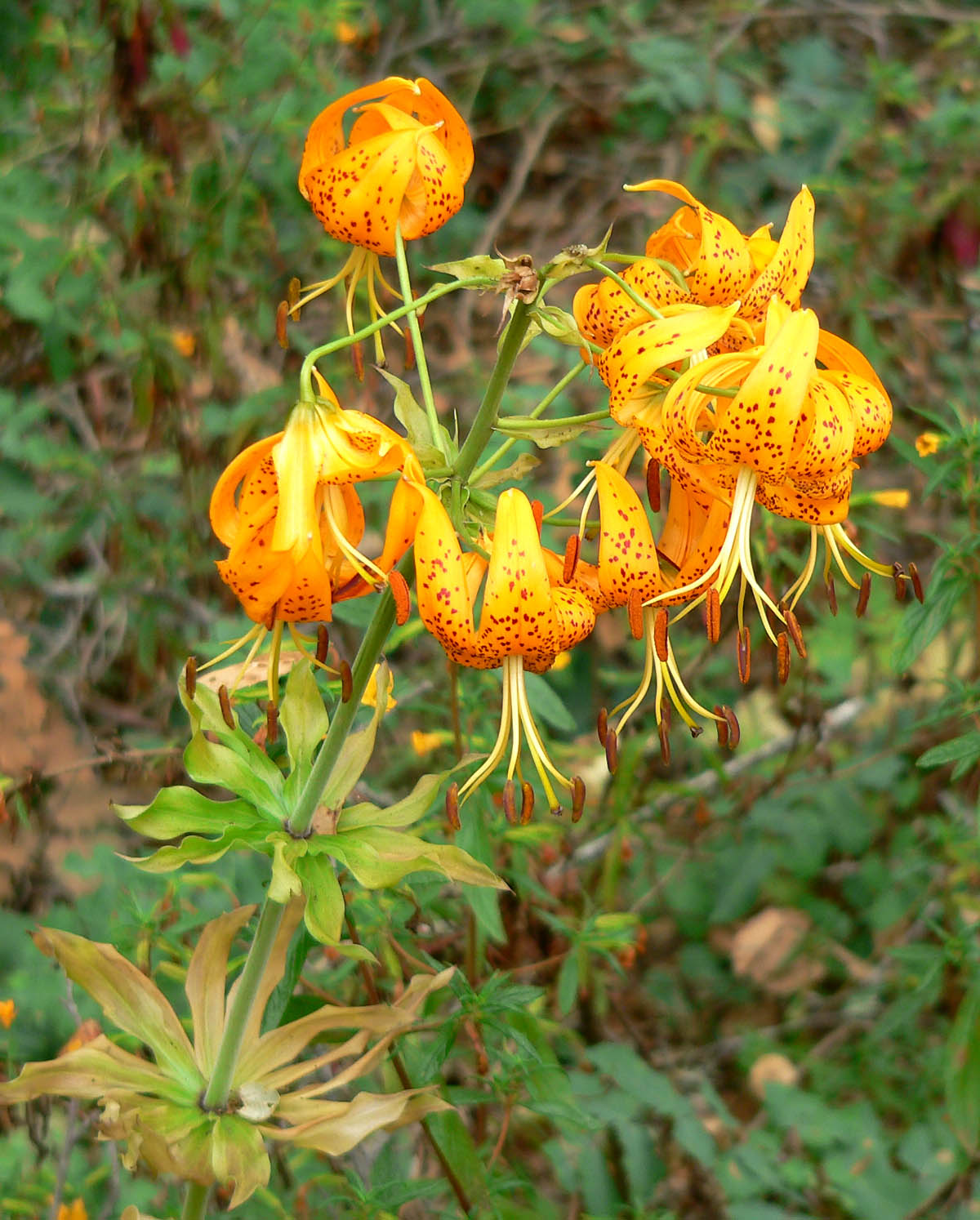
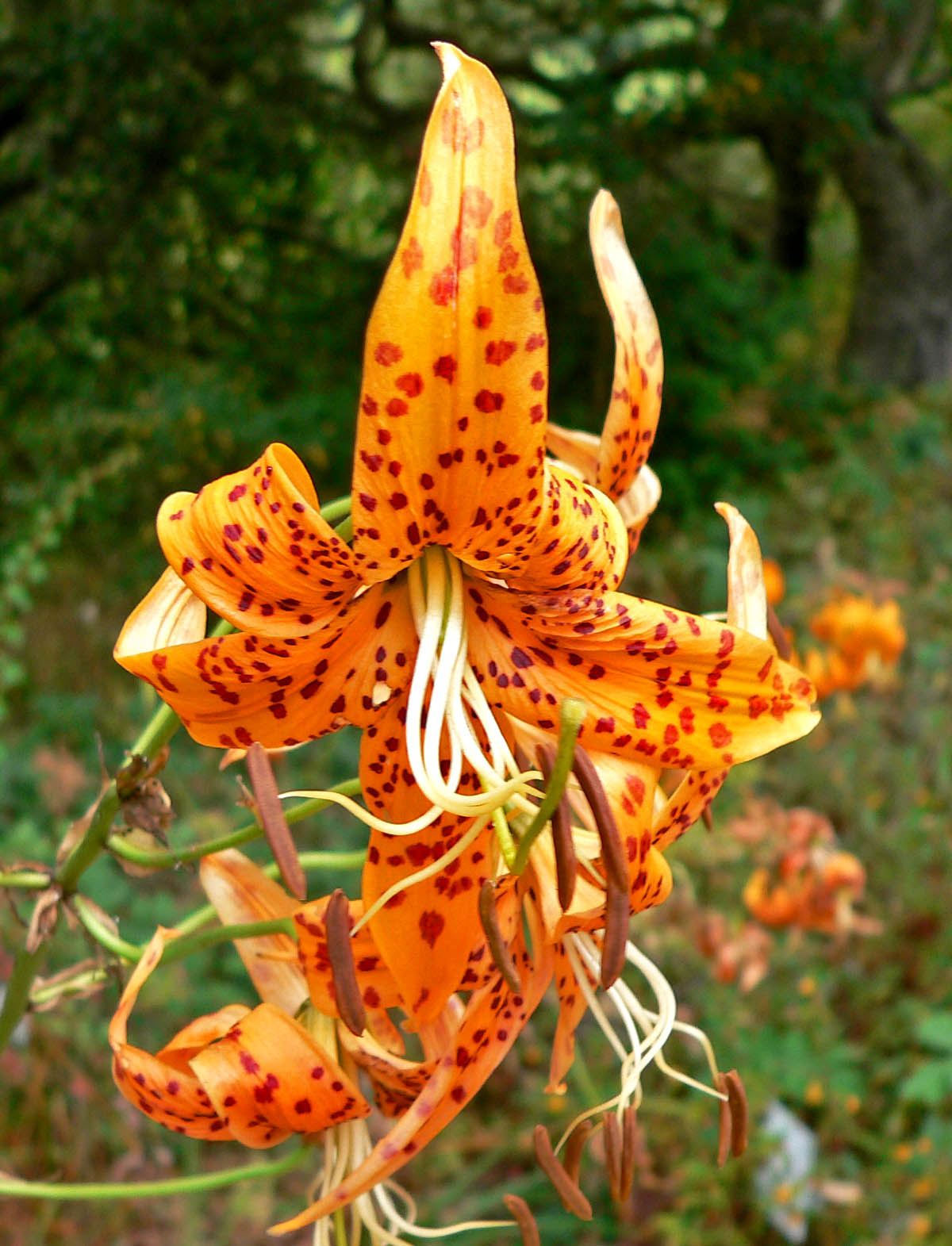
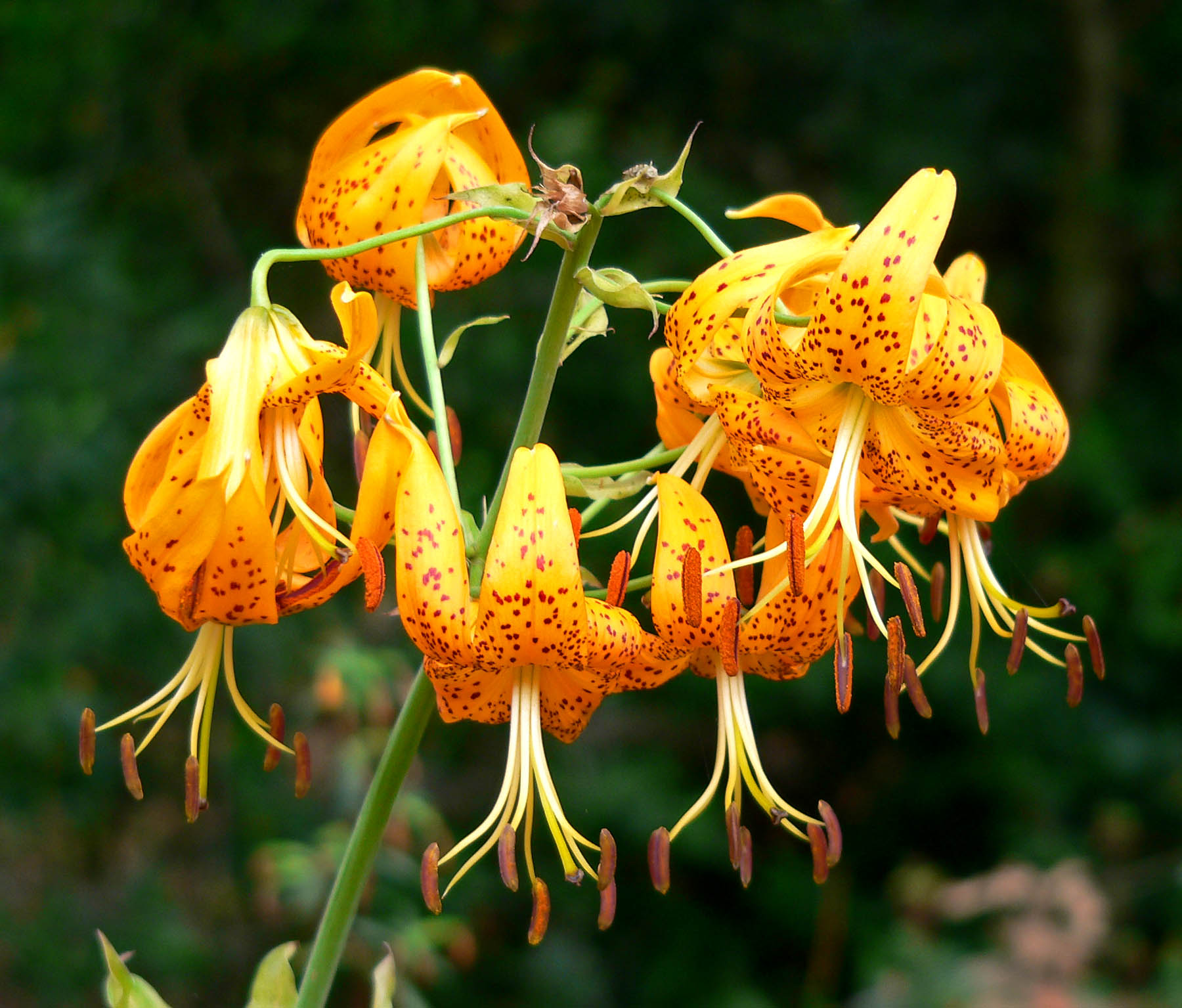
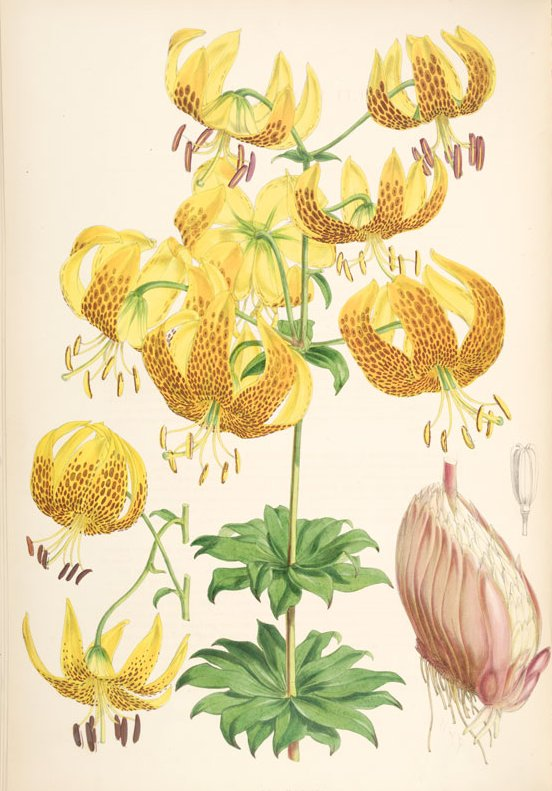
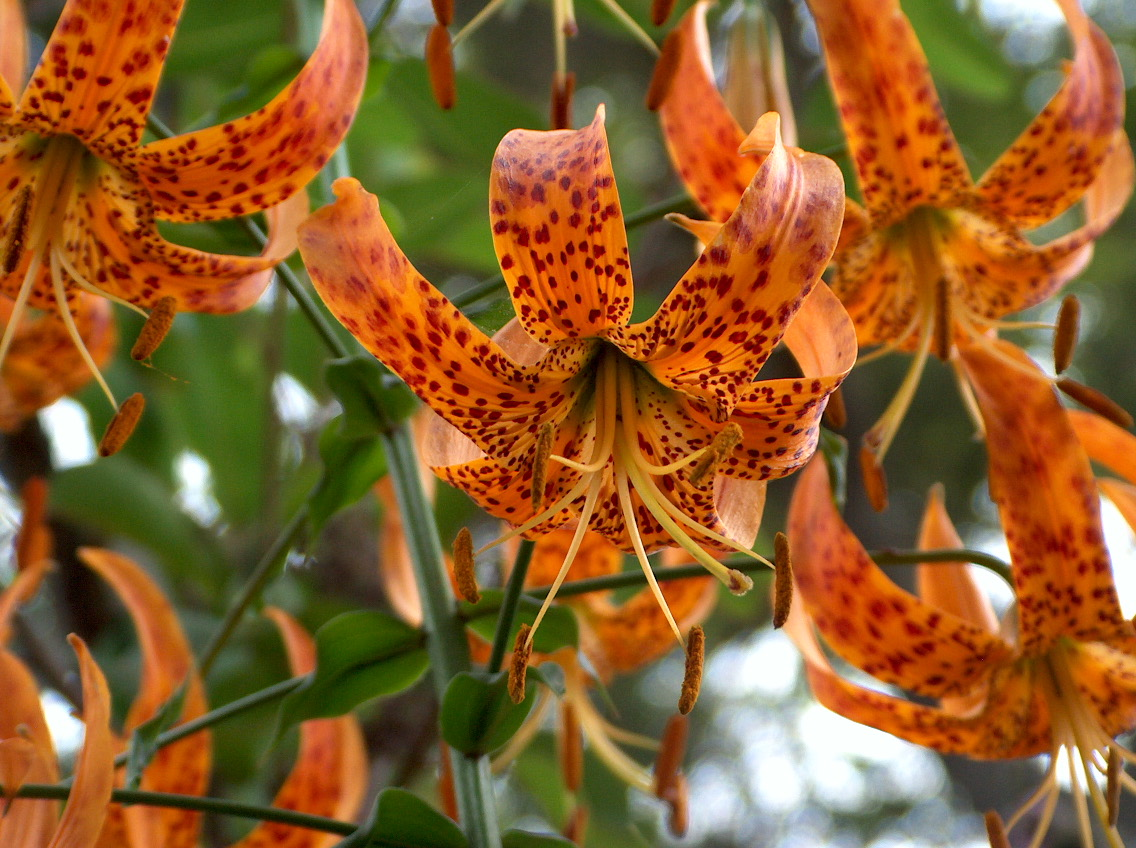